# Серебрянка (Вологодская область)
Серебрянка — упразднённая деревня в Кичменгско-Городецком районе Вологодской области.
Входила в состав Енангского сельского поселения (с 1 января 2006 года по 1 апреля 2013 года входила в Верхнеентальское сельское поселение), с точки зрения административно-территориального деления — в Верхнеентальский сельсовет.
Расстояние до районного центра Кичменгского Городка по автодороге — 92 км, до центра муниципального образования Нижнего Енангска по прямой — 29 км. Ближайшие населённые пункты — Устье Харюзово, Большая Княжая, Малая Княжая.
По данным переписи в 2002 году постоянного населения не было.
8 августа 2020 года была упразднена.